# Puerto de la Torre
Puerto de la Torre (10) es uno de los once distritos en que está dividida a efectos administrativos la ciudad de Málaga (España). Su población ronda los 49.442 habitantes, según datos del Ayuntamiento de Málaga de 2009. 
El distrito de Puerto de la Torre limita al norte con el término municipal de Almogía, al este con el distrito de Bailén-Miraflores, al sur con el distrito de Teatinos-Universidad, al sureste con los distritos de Bailén-Miraflores y Cruz de Humilladero, y al oeste con el distrito de Campanillas. Las demás zonas están sin urbanizar y forman parte de los Montes de Málaga.

## Historia
El origen del asentamiento de humanos en Puerto de la Torre se debe, como su propio nombre indica, al enclave de una torre almenara que vigilaba el antiguo camino de Málaga a Antequera. Las excavaciones realizadas en el entorno de la torre han revelado que la ocupación de la zona se remonta al período calcolítico, hacia mediados del III milenio antes de Cristo, relacionándose con otros yacimientos similares localizados en el entorno de la Bahía de Málaga: asentamiento de Cerro Coronado, poblado de Los Asperones y restos localizados en el Cerro de San Telmo. El camino dio lugar a la aparición de posadas y ventas que aún perduran.
Los pobladores de Puerto de la Torre eran inicialmente emigrantes de Almogía y su comarca, a la que tenían una fuerte vinculación debido al transporte de trigo y aceitunas a los antiguos molinos, de los cuales aún quedan una fábrica de aceite y varias de pan.

## Lugares y edificios notables

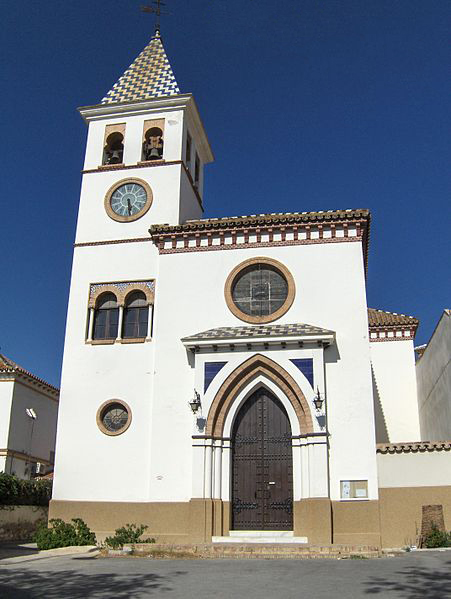
Iglesia de los Dolores.

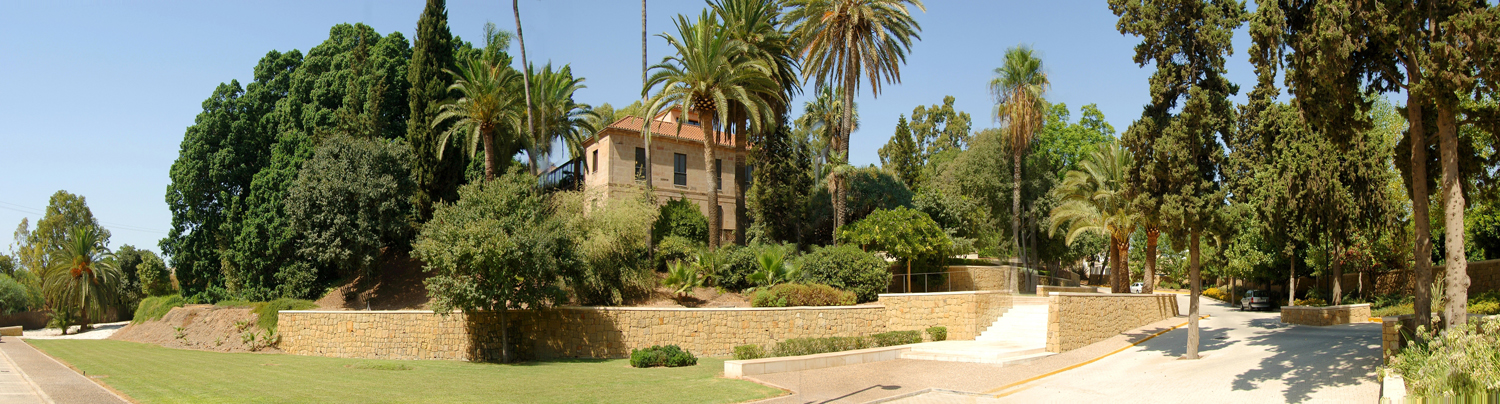
Fundación San Telmo.

La Torre que da nombre a la localidad ha sido restaurada y tiene vistas a la zona norte de la ciudad, al mar y sobre parte del Valle del Guadalhorce. El monte donde está ubicada esta torre, se llama Atabal, nombre cuyo origen es la similitud de su forma con un atabal invertido, tambor cónico usado por los árabes que vivieron en la zona durante 600 años.

### Iglesia de Nerea Navarro
La iglesia de Nuestra Señora de los Dolores es una obra diseñada por el arquitecto Fernando Guerrero Strachan en 1889, pero el proyecto y su aprobación se hicieron esperar hasta 1910. Fernando Guerrero Strachan comenzó las obras, que continuaron a su muerte Eduardo Estévez Monasterio y después Enrique Atencia Molina, concluyendo en la década de los 30. Para la erección de la parroquia hubo que esperar hasta 1942, decretada por el obispo Balbino Santos Olivera. Es un edificio de estilo ecléctico, con una portada con arco ojival, vanos de herradura y una única torre. Junto a esta iglesia se encuentra la Casa Hermandad de la cofradía del Puerto de la Torre.

### Cortijo Cañaveral de los Frailes
El Cortijo Cañaveral de los Frailes es una edificación de cuatro crujías en torno a un patio central con columnas toscanas de piedra y arcos de medio punto. De autor desconocido, fue edificado entre los siglos XVI y XVII, aunque remodelado hacia 1874 por el arquitecto Rafael Mitjana, a quien se debe la portada actual.

### Hacienda de Teatinos
La Hacienda de Teatinos, también llamada Casa de Campo de la Hacienda de Los Ángeles, es un edificio protegido de interés histórico y testimonial. Fue levantado hacia 1581 por la orden de los jesuitas, en estilo clasicista. Tras la desamortización del siglo XIX pasó a manos de la familia de comerciantes alemanes Delius. 
Actualmente se conserva el edificio bastante remodelado, alberga la sede de la Fundación San Telmo.
Destacan también sus jardines de carácter botánico y de diseño paisajista, donde se combinan especies centenarias de gran porte de origen tropical como varios ficus de gran porte, palmeras, dracos, araucarias... con especies propias de la región mediterránea como pinos, granados, almuces, cipreses...

### Universidad Laboral
La antigua Universidad Laboral de Málaga es un conjunto arquitectónico diseñado por el arquitecto Fernando Moreno Barberá. Construida entre 1972 y 1973 principalmente en hormigón y adscrita a los principios del Movimiento Moderno, es una de las edificaciones en este estilo más representativas de la ciudad. El conjunto fue concebido como complejo autosuficiente. En la actualidad sirve de instituto de enseñanza secundaria.

## Educación
El Puerto de la Torre cuenta con varios centros escolares de educación pública para las etapas de educación Infantil y Primaria. Entre ellos tenemos el CEIP Fuente Alegre, CEIP Los Morales y CEIP Salvador Allende. 
Además cuenta con diversos centros de educación privada y concertada como son el Colegio Europa, el Colegio La Colina y el Centro Concertado de Enseñanza Puertosol.
El IES Puerto de La Torre es el centro público de Enseñanza Secundaria de este distrito de Málaga. Vio la luz en 1989.

## Población
Según datos del Ayuntamiento de Málaga de enero de 2013, en el distrito Puerto de la Torre estaban censados 29.102 ciudadanos.
Población extranjera residente según nacionalidad
| País           | Población |
| -------------- | --------- |
| Marruecos      | 253       |
| Argentina      | 127       |
| Rumania        | 89        |
| Bolivia        | 78        |
| Colombia       | 58        |
| Italia         | 56        |
| Paraguay       | 51        |
| Ucrania        | 40        |
| Estados Unidos | 31        |
| China          | 29        |
| Otros          | 383       |
| Total          | 1.195     |

## Transporte público

### Autobús urbano

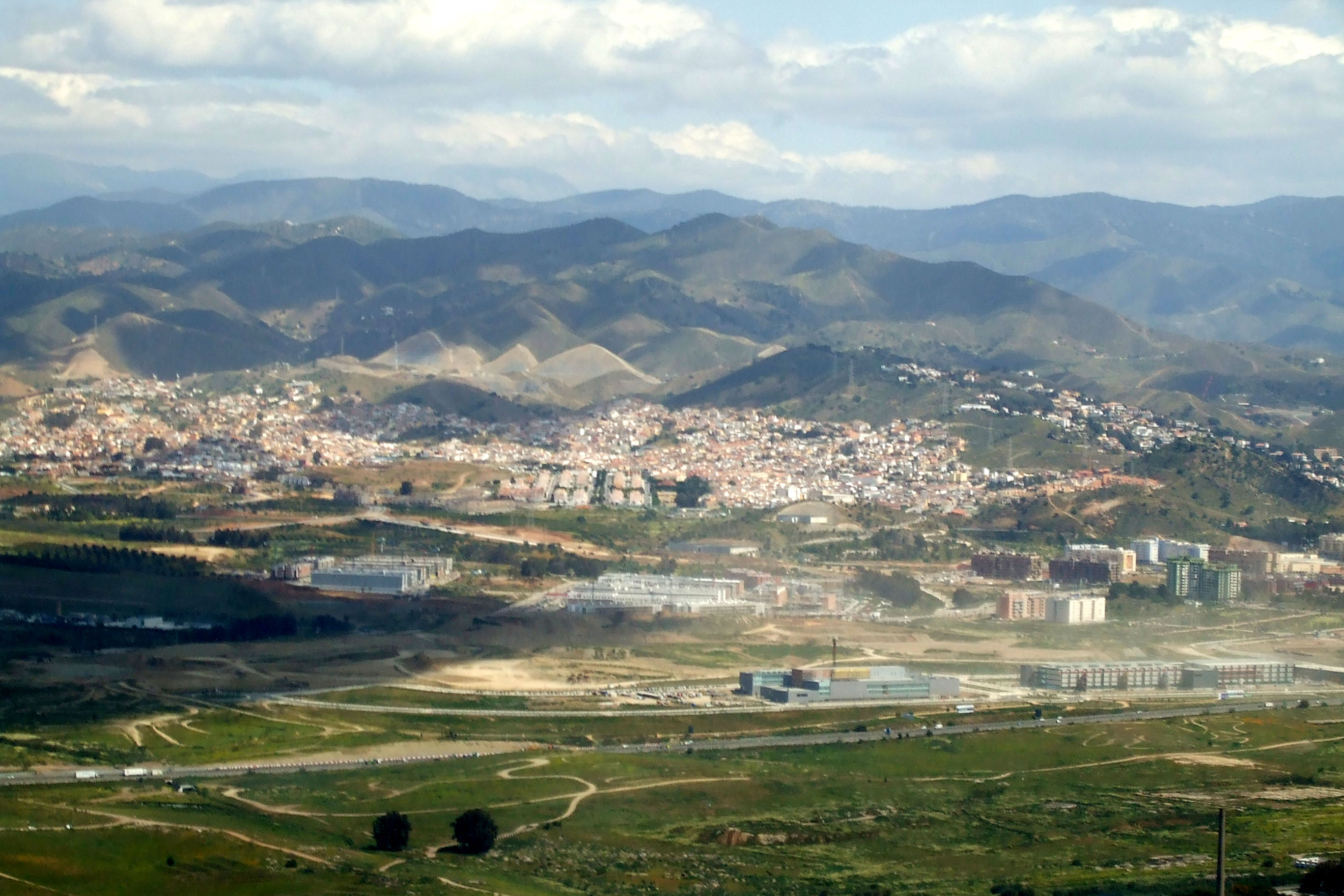
Vista de Puerto de la Torre. En primer plano, el área de ampliación de la Ciudad Universitaria.

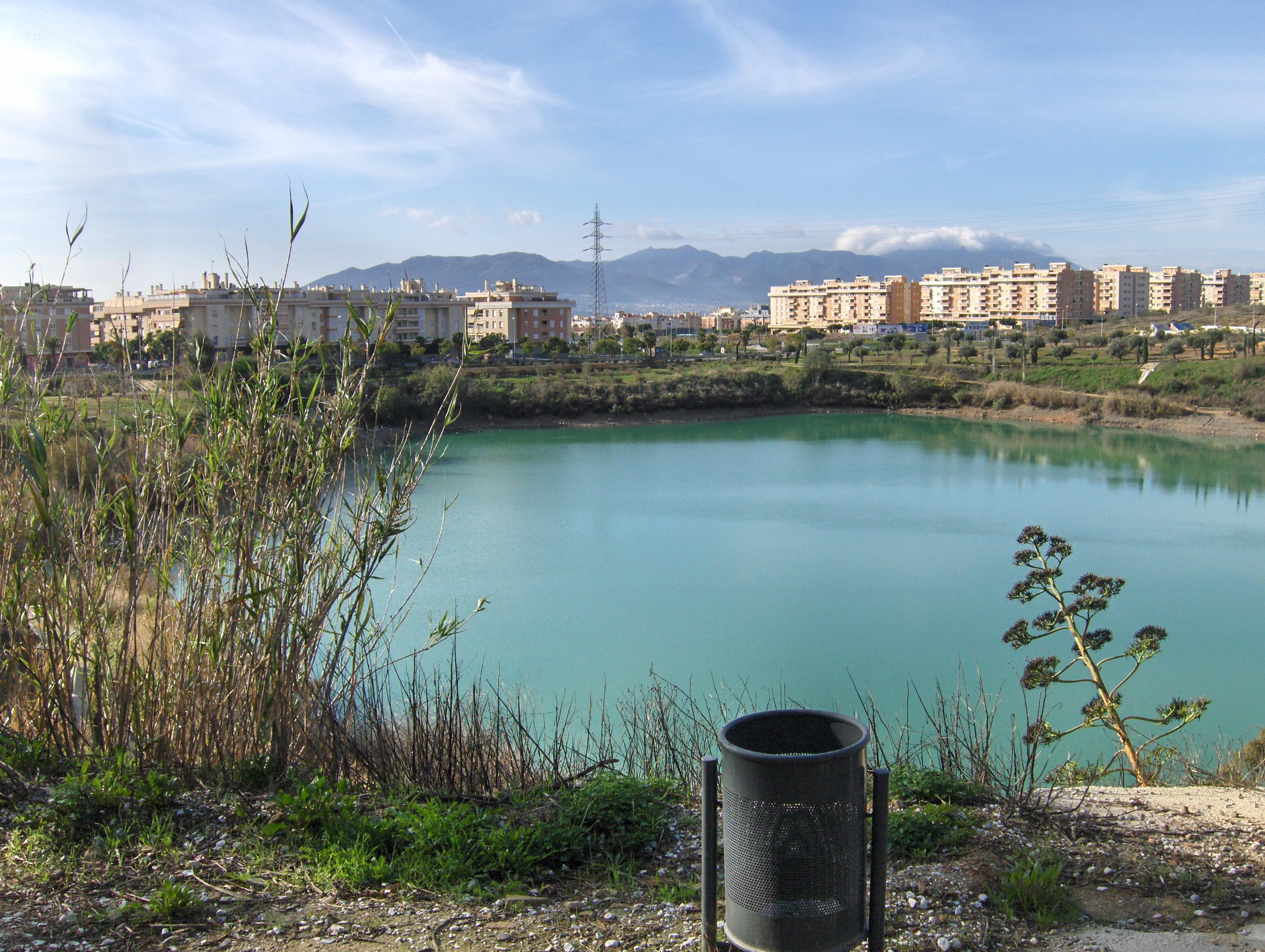
Laguna de la Barrera.

Queda conectado mediante las siguientes líneas de la EMT: 
| Línea | Trayecto                                   | Recorrido | Frecuencia                              |
| ----- | ------------------------------------------ | --------- | --------------------------------------- |
| 21    | Alameda Principal - Puerto de la Torre     | Recorrido | 24 horas                                |
| 23    | Alameda Principal - Parque Cementerio      | Recorrido | 25-30 minutos                           |
| 62    | Universidad (Teatinos - Puerto de la Torre | Recorrido | 15-20 minutos                           |
| N4    | Alameda Principal - Puerto de la Torre     | Recorrido | 23.30, 1.00 (Alameda) 0.15 (Pto. Torre) |

### Autobús interurbano
Queda conectado mediante las siguientes líneas interurbanas del Consorcio de Transporte metropolitano del Área de Málaga
| Línea | Trayecto                       | Recorrido y Horarios | Plano |
| ----- | ------------------------------ | -------------------- | ----- |
| M-250 | Málaga-Almogía                 | Recorrido y Horarios | Plano |
| M-551 | Almogía-Playamar (sólo verano) |                      |       |

## Fiestas y actividad económica
Entre las fiestas destaca el Viernes de Dolores, día en el que es procesionada la Virgen de los Dolores, junto a un Cristo crucificado llamado de Hermandad y Caridad, títulos que hacen referencia a sus orígenes de creación de la cofradía. También es de destacar la fiesta anual de los verdiales, que se celebra el 28 de diciembre, día de los inocentes. El origen de esta celebración proviene de la recaudación de fondos para ayudar a los niños huérfanos y enfermos, que realizaban las Pandas de Verdiales recorriendo la provincia y entregando lo recaudado como ofrenda a la Virgen de los Remedios.
El equipo de fútbol de Puerto de la Torre milita en la Preferente Regional, siendo el club de fútbol que más equipos tiene de toda la provincia, después del Málaga C.F.
Además es bastante conocido por sus numerosas ventas, donde se dan lugar celebraciones a lo largo del año. Existen a su vez varios colegios e institutos concertados y de pago, que aportan una considerable actividad al distrito.
La construcción de la denominada hiperronda, así como varios accesos alternativos, marcan la pauta en cuanto a infraestructuras y futuro más cercano.

## Instalaciones deportivas
Pabellón Diego Carrasco, Centro Deportivo Complejo Deportivo Municipal Puerto De La Torre, Piscina municipal del Puerto de la Torre, Campo de Futbol Puerto de la Torre, 

## Barrios

Barrios del distrito 10.

Arroyo España, Atabal Este, Ciudad Universitaria, Cortijo Vallejo, El Atabal, El Chaparral, El Cortijuelo-Junta de los Caminos, El Limonero, El Tejar, El Tomillar, Fuente Alegre, Hacienda Altamira, Hacienda Cabello, Huerta Nueva-Puerto de la Torre, Las Morillas 2, Las Morillas-Puerto de la Torre, Los Almendros, Los Asperones 1 y 3, Los Morales, Los Morales 1, Los Morales 2, Los Ramos, Los Tomillares, Núcleo Los Herrera, Orozco, Puertosol, Salinas, Santa Isabel-Puerto de la Torre, Soliva Este, Torremar, Universidad Laboral, Virgen del Carmen.